# Saint-Mamert
Pour les articles homonymes, voir Saint Mamert.

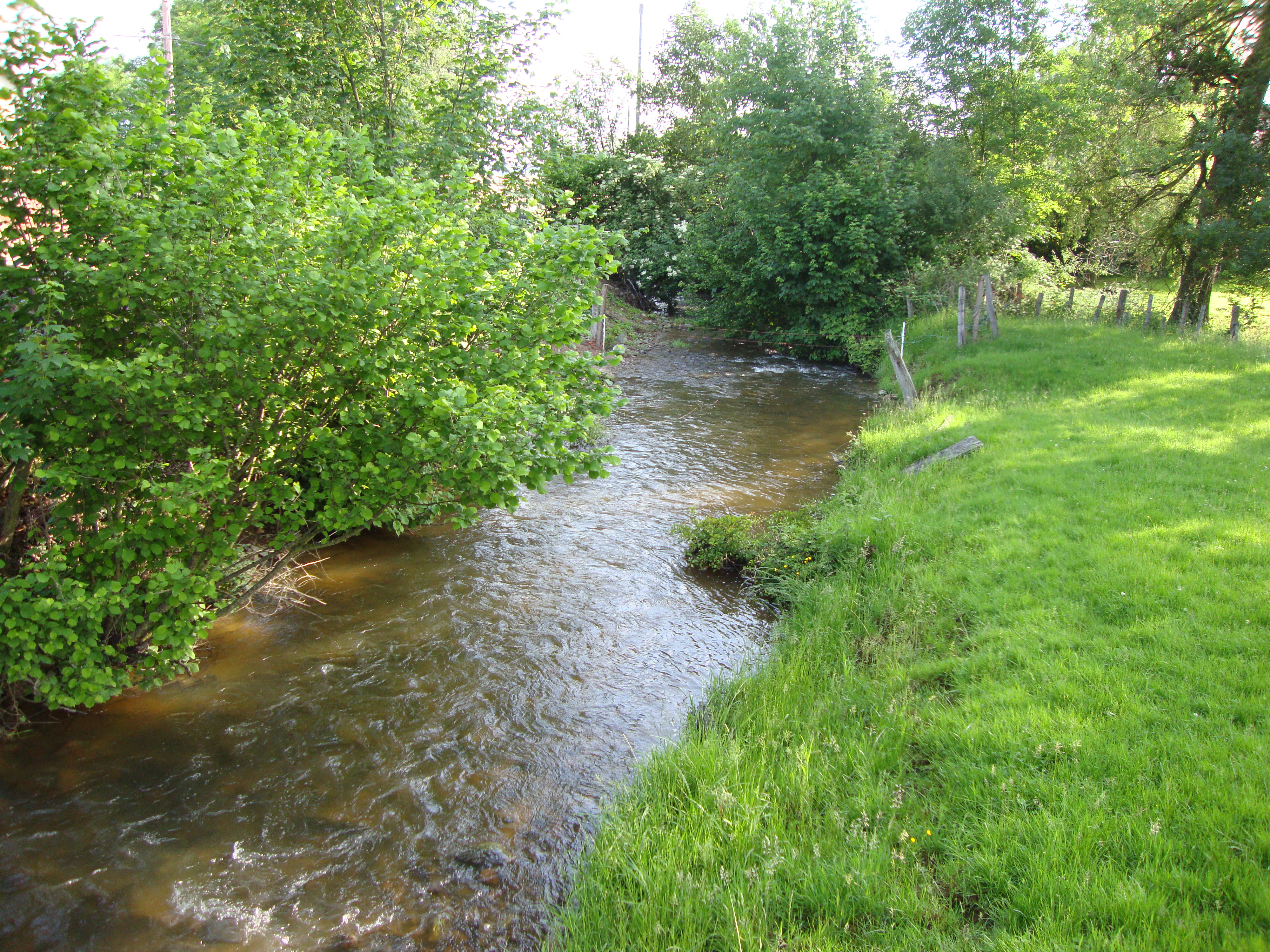
La Grosne orientale à Saint-Mamert.

Saint-Mamert est une ancienne commune française, située dans le département du Rhône en région Auvergne-Rhône-Alpes. Le 1er janvier 2019, elle devient une commune déléguée de Deux-Grosnes.

## Géographie
Saint-Mamert fait partie du Beaujolais et voisine avec Tramayes qui domine la vallée de la Valouse, vers le sud avec la commune d'Ouroux située à trois kilomètres. Distant de deux kilomètres à l'est et sur le chemin de Compostelle, la commune de Saint-Jacques-des-Arrêts, surplombe Saint-Mamert. Le territoire communal, traversé par la Grosne orientale au faible débit, est recouvert de forêt sur un tiers de sa superficie de 321 hectares.

## Histoire
Aucune trace d'occupation n'est attestée pendant la période romaine, tant au niveau archéologique que bibliographique.
Par arrêté préfectoral du 29 octobre 2018, la commune disparaît le 1er janvier 2019 au profit de Deux-Grosnes qui regroupe aussi les communes d'Avenas, Monsols, Ouroux, Saint-Christophe, Saint-Jacques-des-Arrêts et Trades.

## Économie
Malgré l'excellence de son eau, où s'épanouissent écrevisses à pattes blanches, grenouilles, truites et lamproies, la Grosne ne permet pas de développer une activité de pêche industrielle.
Les deux exploitations agricoles de la commune, les GAEC de la Verchère et des Grandes Terres, se consacrent principalement à l'élevage bovin. Les cheptels sont constitués de holsteins et de montbéliardes (pour le lait) et de limousines et de charolaises (pour la viande). En 2000, le recensement agricole AGRESTE dénombrait plus de 300 bovins et une surface agricole utile supérieure aux 200 hectares. Enfin, la commune produit agneaux, fromages de lait de chèvre et de vache. En ce pays de moyenne montagne, les agriculteurs, qui bénéficient de quelques subventions venues de Bruxelles, entretiennent un important réseau bocager.
Un exploitant forestier, enregistrée au RCS sous la dénomination Breizh-Beaujol-Bois, s'est établi en 2008 sur la commune, où il propose ses services de déboisement, reboisement et entretien.
En 1992, une entreprise de messagerie rapide, les Rapides de la Grosne, a choisi d'installer son siège social à Saint-Mamert, au lieudit la Forêt. Son activité de fret de proximité, structurellement exposée à l'augmentation du prix du carburant, se trouve affectée par la crise économique mondiale, ainsi que par la raréfaction de la demande dans son secteur d'activité. Cette TPE demeure cependant un des principaux pourvoyeurs d'emplois à Saint-Mamert. La commune connaît un taux de chômage de 7,7 %, taux inférieur à la moyenne nationale,.
Le restaurant de l'auberge du Razay a été confiée, en 2010, à un ancien apprenti du Terminus à Mâcon et compte parmi la quinzaine d'établissements gastronomiques du Haut-Beaujolais. Depuis la fermeture de relais sur la grand-route, aucun hôtel ne permet de passer la nuit dans la commune.

## Politique et administration

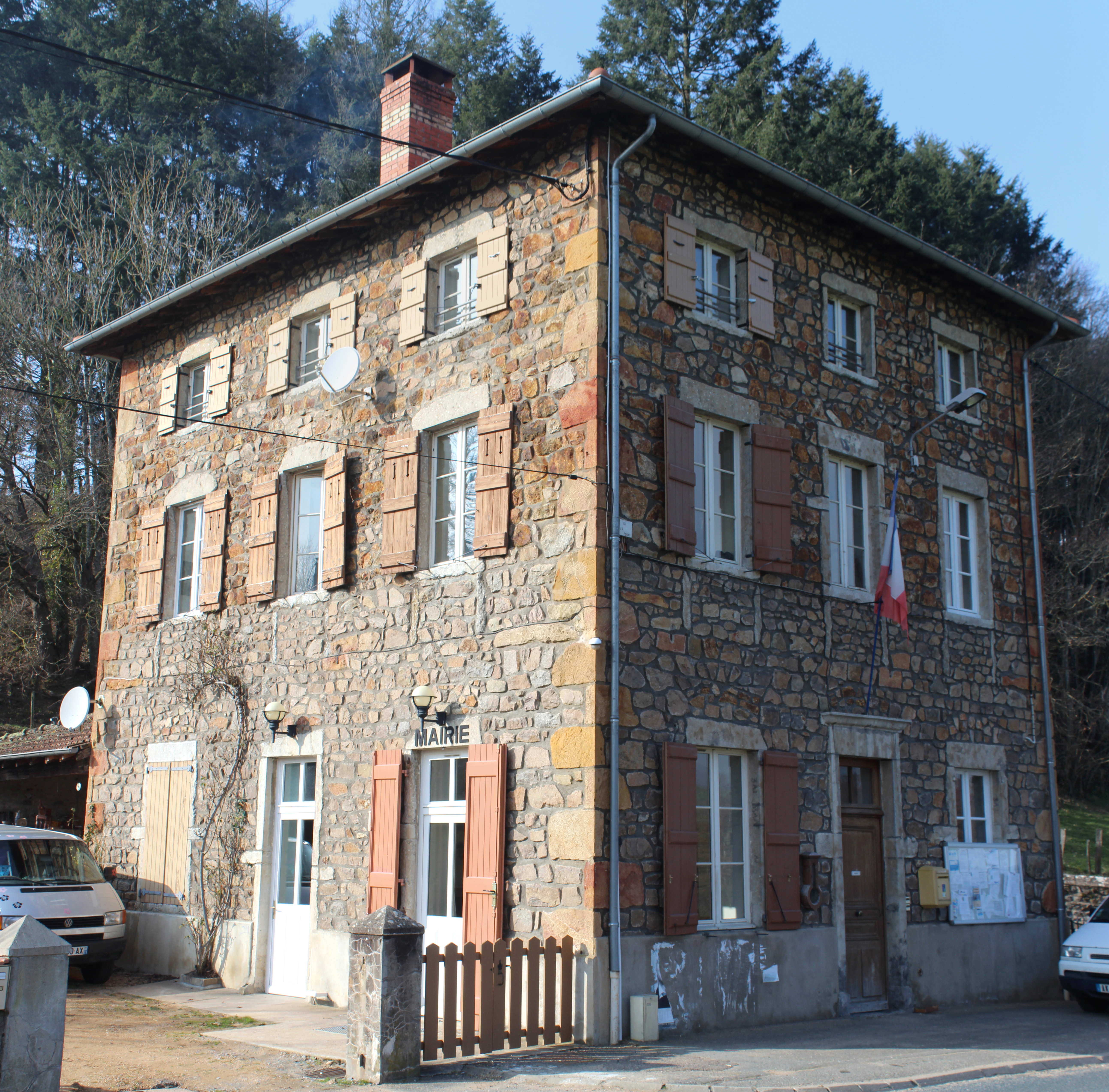
Mairie.

Patrick Desplace a été maire de 2014 à 2020. Ce dernier a obtenu l'ouverture d'une micro-crèche à la fin de son mandat. Jean-Marc Molard a été élu maire délégué de la commune en mars 2020
| Période                                  | Période | Identité        | Étiquette | Qualité |
| ---------------------------------------- | ------- | --------------- | --------- | ------- |
| 2001                                     | 2014    | Pierre Thillet  | DVD       |         |
| 1989                                     | 2001    | Alexis Melinand |           |         |
| 1959                                     | 1989    | Marcel Jonchier |           |         |
| Les données manquantes sont à compléter. |         |                 |           |         |

## Population et société

### Démographie
L'évolution du nombre d'habitants est connue à travers les recensements de la population effectués dans la commune depuis 1793. Pour les communes de moins de 10 000 habitants, une enquête de recensement portant sur toute la population est réalisée tous les cinq ans, les populations de référence des années intermédiaires étant quant à elles estimées par interpolation ou extrapolation. Pour la commune, le premier recensement exhaustif entrant dans le cadre du nouveau dispositif a été réalisé en 2005.

En 2016, la commune comptait 67 habitants, en évolution de +9,84 % par rapport à 2010 (Rhône : +3,93 %, France hors Mayotte : +2,11 %).
| 1793 | 1800 | 1806 | 1821 | 1831 | 1836 | 1841 | 1846 | 1851 |
| ---- | ---- | ---- | ---- | ---- | ---- | ---- | ---- | ---- |
| 153  | 168  | 169  | 148  | 195  | 200  | 195  | 206  | 205  |

| 1856 | 1861 | 1866 | 1872 | 1876 | 1881 | 1886 | 1891 | 1896 |
| ---- | ---- | ---- | ---- | ---- | ---- | ---- | ---- | ---- |
| 197  | 196  | 183  | 197  | 185  | 206  | 201  | 209  | 176  |

| 1901 | 1906 | 1911 | 1921 | 1926 | 1931 | 1936 | 1946 | 1954 |
| ---- | ---- | ---- | ---- | ---- | ---- | ---- | ---- | ---- |
| 162  | 173  | 160  | 122  | 116  | 115  | 116  | 117  | 102  |

| 1962 | 1968 | 1975 | 1982 | 1990 | 1999 | 2005 | 2006 | 2010 |
| ---- | ---- | ---- | ---- | ---- | ---- | ---- | ---- | ---- |
| 85   | 74   | 73   | 69   | 60   | 59   | 65   | 64   | 61   |

| 2015 | 2016 | - | - | - | - | - | - | - |
| ---- | ---- | - | - | - | - | - | - | - |
| 67   | 67   | - | - | - | - | - | - | - |

Saint-Mamert est la commune la moins peuplée du département du Rhône et la densité de population se maintient autour des 20 habitants au kilomètre carré. Un quart de ses résidences sont des résidences secondaires. À l'instar des autres communes du canton, le ratio taux de mortalité sur taux de natalité est structurellement positif,. La commune compte 8,2 % de veufs, 6,2 % de divorcés, 46,9 % de personnes mariées et 38,8 % de célibataires.

## Lieux et monuments
- Église Sainte-Marie-Magdeleine : l'édifice de style roman est daté du XIIe siècle. Construit par les moines bénédictins de l’abbaye de Cluny dont il dépendait, il est placé sous les auspices de saint Jean-Baptiste le 11 juillet 1105 par Hugues, abbé de Cluny. Des écrits papaux mentionnent un lieu de culte à cet emplacement au XIe siècle. Un crâne est visible dans le mur de l'église au nord. En 1951, l'édifice est inscrit à l’inventaire supplémentaire des monuments historiques. En 2003, la commune a adhéré à la fédération des sites clunisiens.

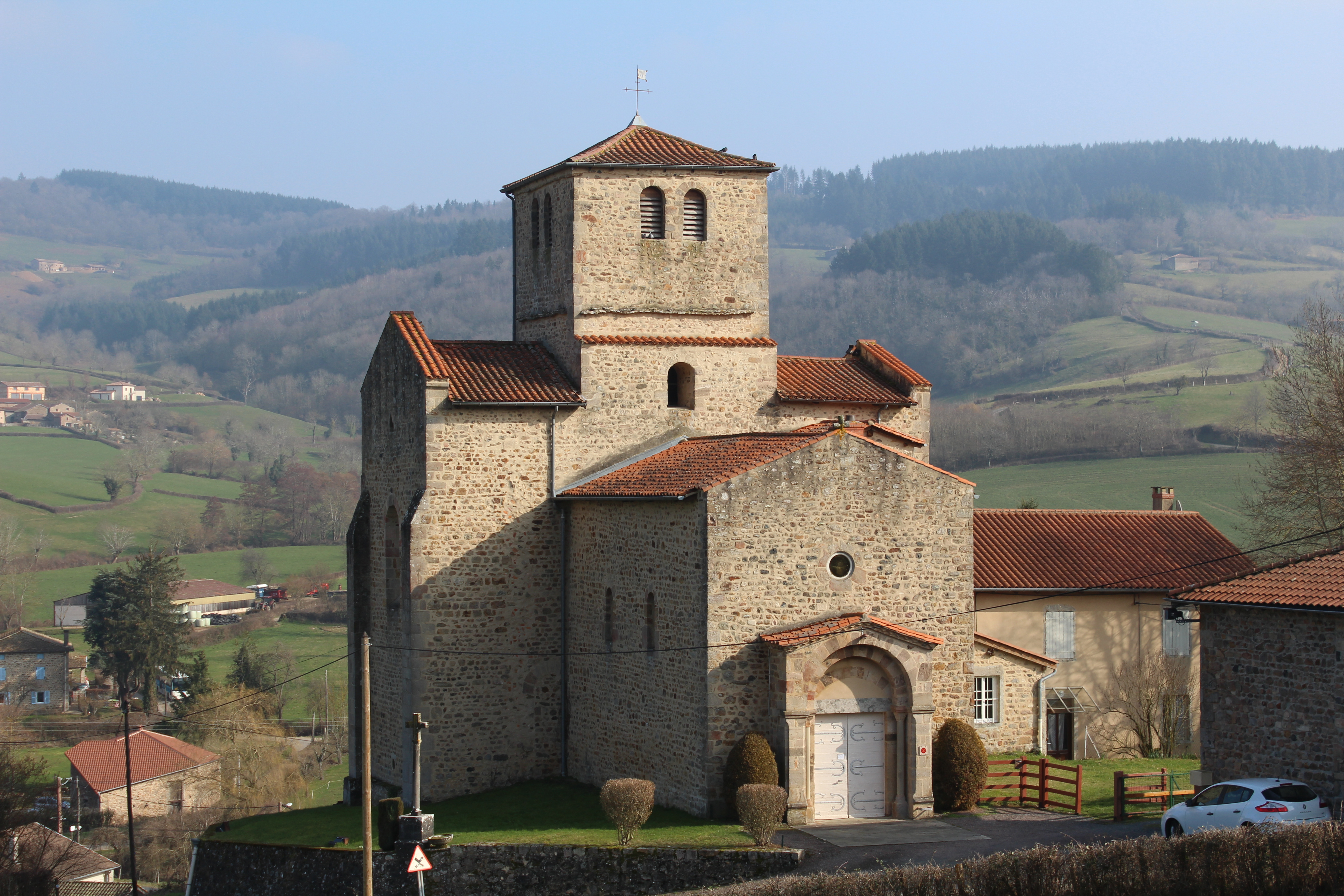
Vue générale de l'église.
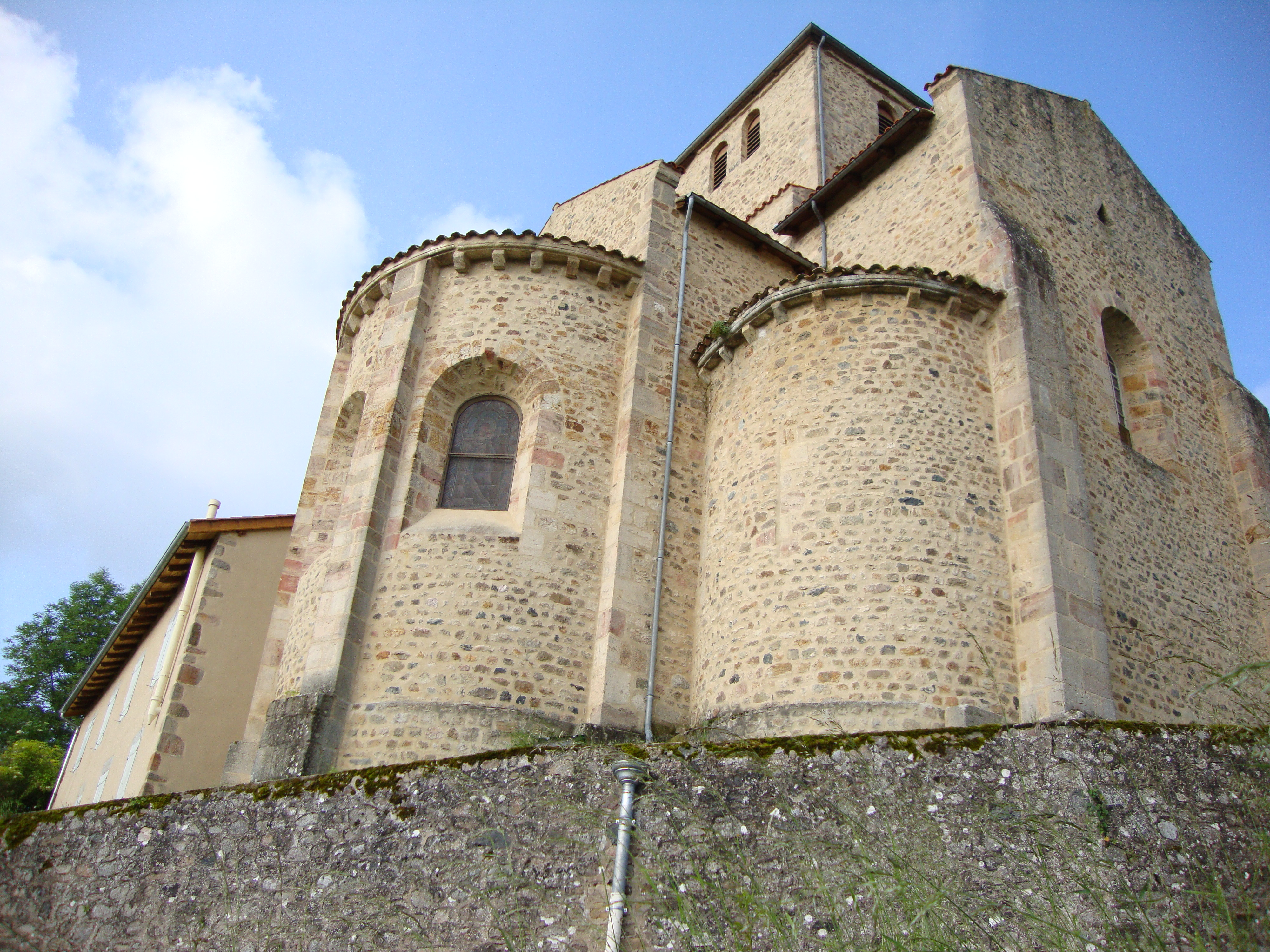
L'église dominant la route.
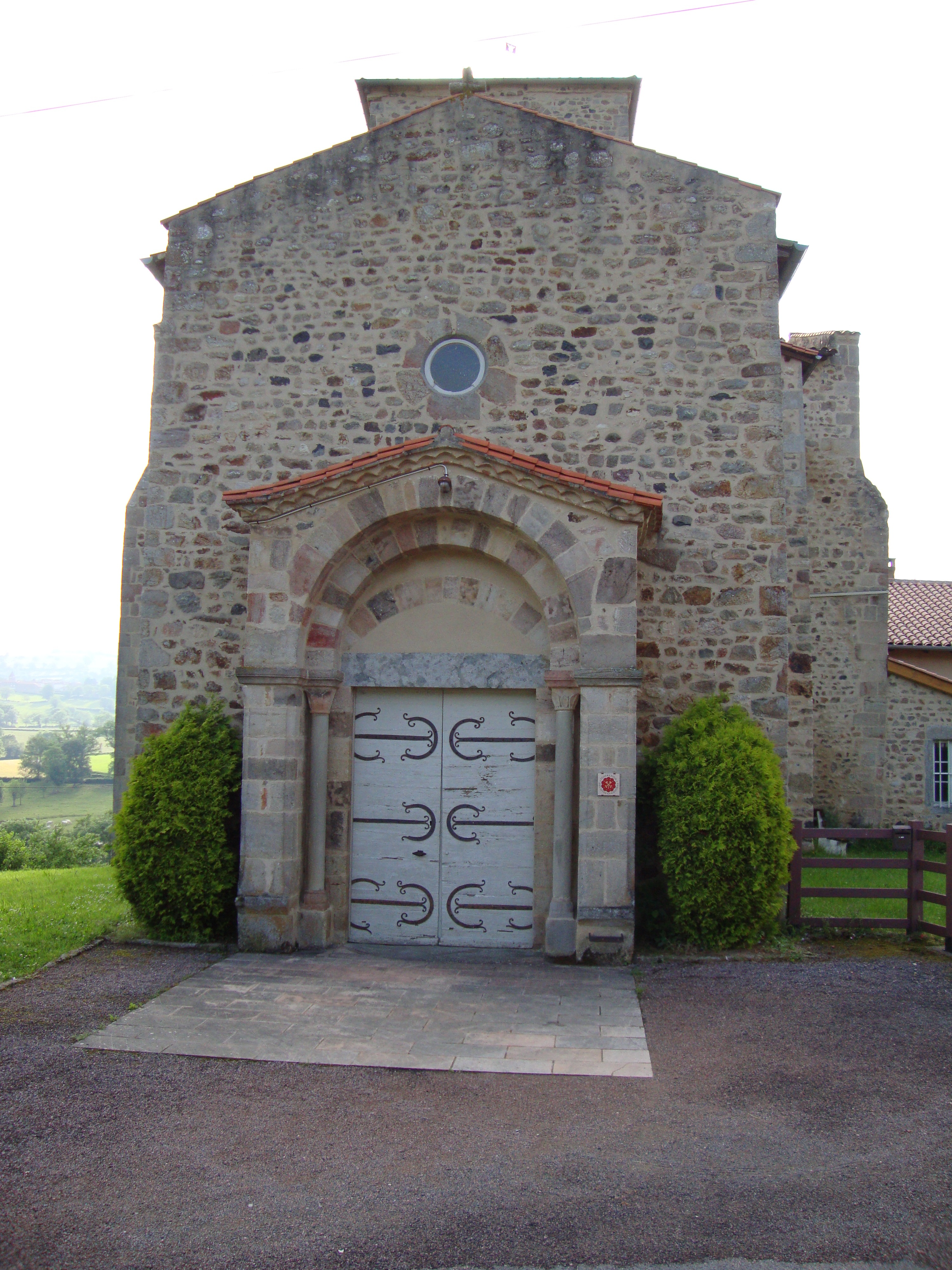
L'église, façade avec entrée.
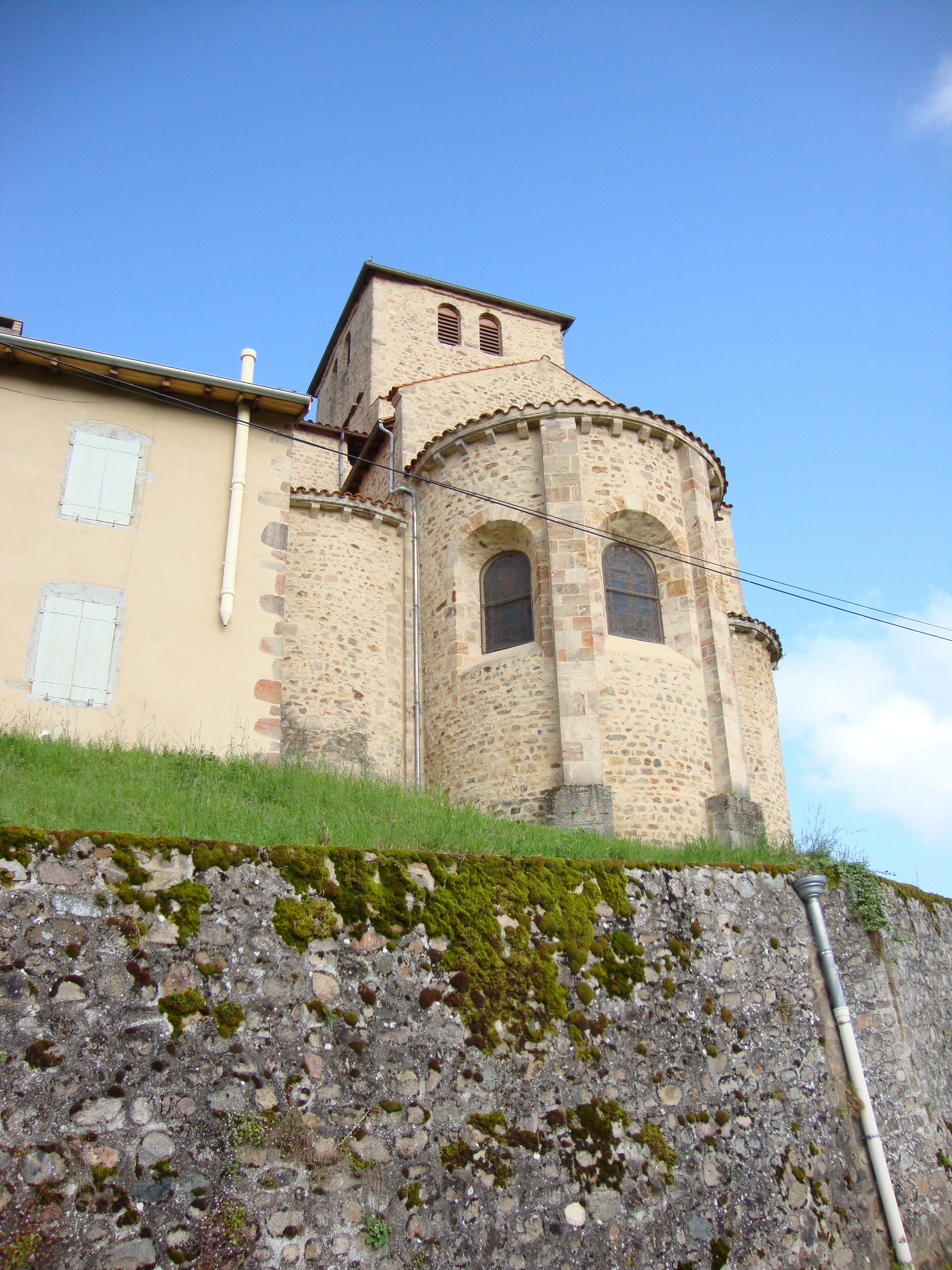
Chevet de l'église.

## Festivités et évènements
Depuis 2001, des concerts de musique argentine (tango et milonga) sont organisés dans l'église romane.

### Noter
1. ↑  Population municipale de référence en vigueur au 1er janvier 2019, millésimée 2016, définie dans les limites territoriales en vigueur au 1er janvier 2018, date de référence statistique : 1er janvier 2016.